# Министерство обороны Республики Узбекистан

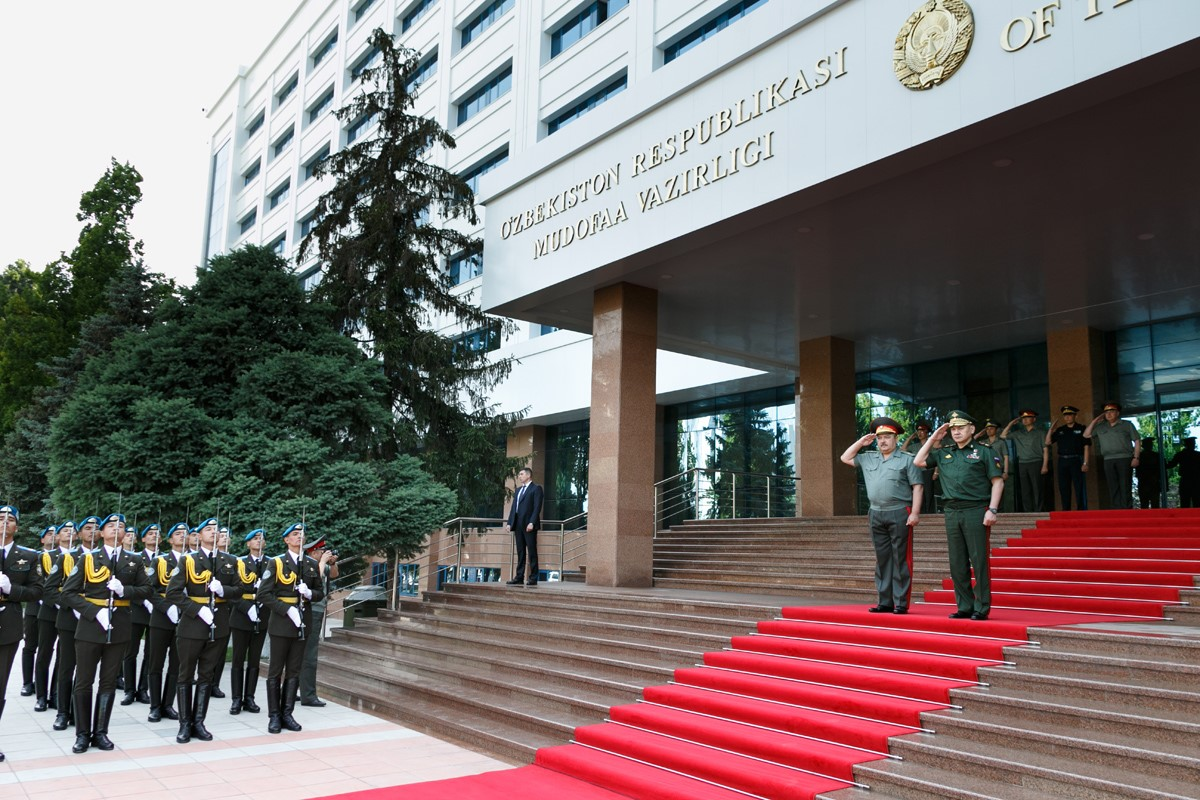
Визит Министра обороны России в Узбекистан, май 2018 года.

Министерство обороны Республики Узбекистан — ведомство при Правительстве Республики Узбекистан, являющееся центральным исполнительным органом, осуществляющим государственную политику в сфере обороны, а также руководство Вооружёнными силами Республики Узбекистан.

## История
Военное ведомство Республики Узбекистан было создано одним из первых в союзных республиках (на один день позже создания Министерства обороны Республики Азербайджан), ещё до распада СССР.
6 сентября 1991 года Президент Республики Узбекистан Ислам Каримов подписал указ о создании Министерства по делам обороны.
3 июля 1992 года ведомство было переименовано в Министерство обороны.

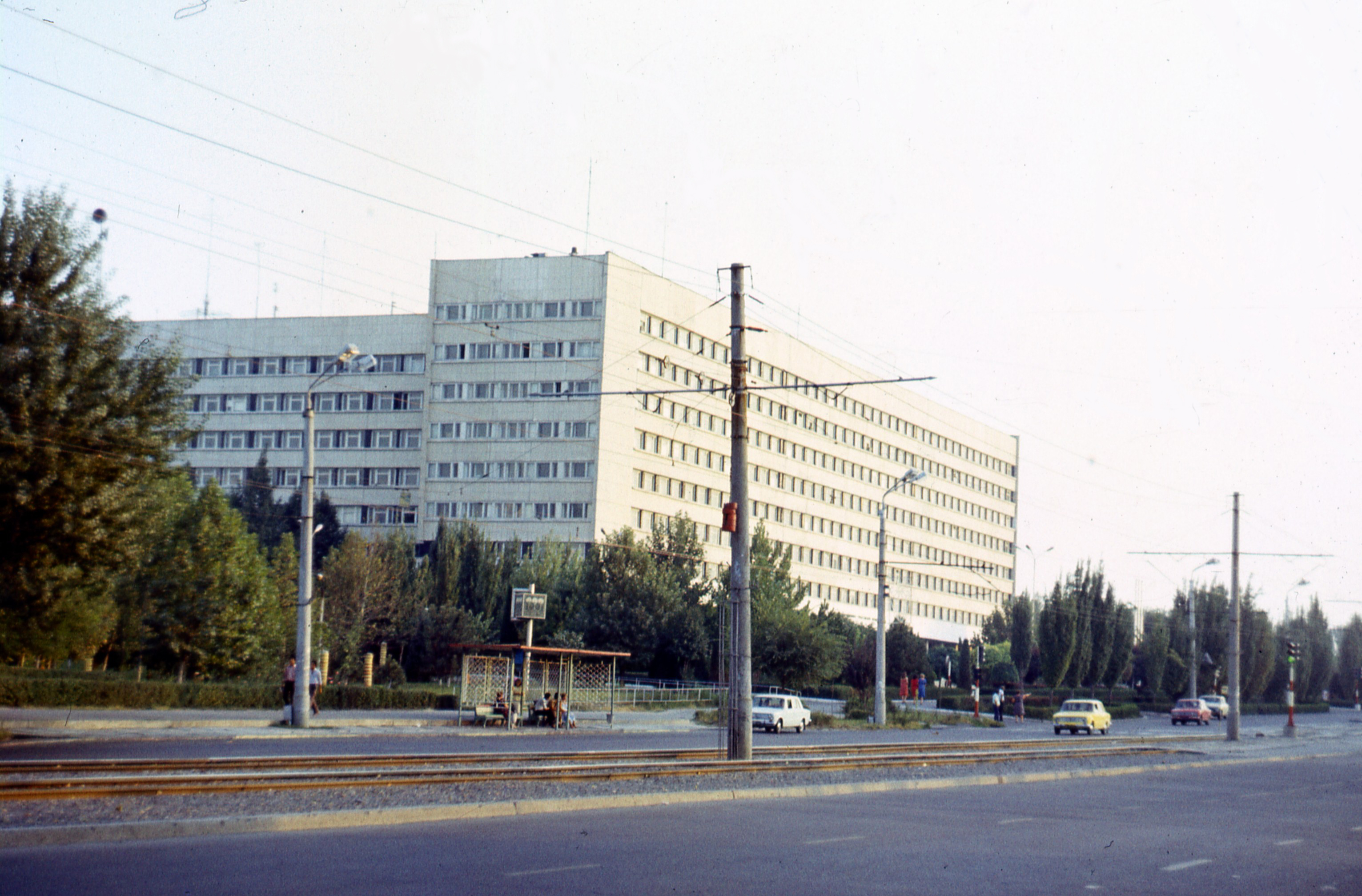
Здание штаба ТуркВО в 1977 году, в котором на данный момент расположено Министерство обороны Узбекистана

Министерство обороны расположено в городе Ташкент, в здании по почтовому адресу: проспект Мирзо Улугбека, дои № 100 (прежнее название — проспект Максима Горького), в котором ранее располагался штаб Туркестанского военного округа ВС Союза ССР.

## Функции
Министерство обороны Республики Узбекистан выполняет следующие функции:
- управление подведомственными войсками;
- проведение государственной политики в области обороны и военного строительства;
- оснащение войск Министерства обороны Республики Узбекистан современным вооружением, военной техникой и материально-техническими средствами;
- расширение военного сотрудничества;
- организация призыва и подготовки кадров Вооружённых Сил.

## Задачи
Министерство обороны Республики Узбекистан выполняет следующие задачи:
- несёт ответственность за выработку концептуальных основ национальной военной стратегии, строительства и развития Вооружённых Сил;
- осуществляет стратегическое и оперативное планирование, руководство боевыми действиями войск;
- разрабатывает и реализует мероприятия по оперативной и боевой подготовке войск, адаптации их организационно-штатной структуры к формам и способам применения войск;
- издаёт в пределах своей компетенции директивы и приказы, обязательные для исполнения всеми министерствами, государственными комитетами и ведомствами, командованиями видов и родов войск, объединений, соединений и подразделений Вооружённых Сил.
- выполняет функции главного органа оперативно стратегического управления Вооружёнными Силами, военными округами, воинскими формированиями министерств, государственных комитетов и ведомств

## Руководство
Руководство Министерством обороны осуществляется министром обороны, который назначается Президентом Узбекистана из числа кадровых военнослужащих.

## Генеральный штаб
Подчиняющийся Министерству обороны Генеральный штаб Вооружённых сил Республики Узбекистан в 2000 году был переименован в Объединённый штаб вооружённых сил, который является единым командным органом по выработке и реализации решений в области вооружённой защиты суверенитета и территориальной целостности страны.

## Территориальные управления
Для военного управления территория Узбекистана разделена на следующие территориальные управления:
- Юго-Западный особый военный округ — штаб округа в г. Бешкент вблизи областного центра Карши. Включает в себя территории Сурхандарьинской, Кашкадарьинской, Бухарской, Навоийской, Самаркандской и Джизакской областей;
- Восточный военный округ — штаб в г. Маргилан. Включает в себя территории Ферганской, Андижанской и Наманганской областей;
- Ташкентский военный округ — штаб в г. Ташкент. Занимает территорию Ташкентской области, города Ташкент и Сырдарьинской области;
- Северо-Западный военный округ — штаб в г. Нукус. Включает в себя территории Республики Каракалпакстан и Хорезмской области.

## Министры
- Ахмедов, Рустам Урманович (6 сентября 1991 — 29 сентября 1997)[3]
- Турсунов, Хикматулла Кучкарович (29 сентября 1997 — 20 февраля 2000)[6]
- Агзамов, Юрий Набиевич (20 февраля — 30 сентября 2000)[7]
- Гуламов, Кадыр Гафурович (30 сентября 2000 — 18 ноября 2005). Единственный гражданский министр обороны Узбекистана;
- Мирзаев, Руслан Эркинович (18 ноября 2005 года — 17 сентября 2008)
- Бердиев, Кабул Раимович (17 сентября 2008 — 4 сентября 2017)
- Азизов, Абдусалом Абдумавлонович (4 сентября 2017 — 11 февраля 2019)[8]
- Курбанов, Баходир Низамович (11 февраля 2019 — 23 ноября 2024)[9]
- Холмухамедов, Шухрат Гайратжонович (23 ноября 2024 — н. в.)

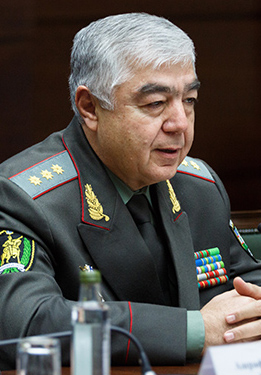
Министр обороны Узбекистана (17.09.2008 — 4.09.2017) генерал-полковник Бердиев К. Р.
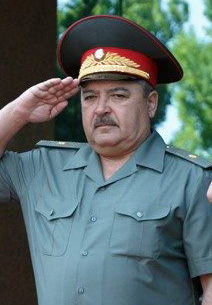
Министр обороны Узбекистана (4.09.2017 — 11.02.2019) генерал-майор Азизов А. А.